# Castell de l'Alqueria
El Castell de l'Alqueria és una antiga fortificació ubicada prop del lloc de l'Alqueria, al terme municipal de Montanejos (Alt Millars, País Valencià).
Es troba al damunt d'un turó al marge esquerre del riu de Montant, prop de la seua desembocadura al riu Millars. La seua estratègica situació domina la plana que aquest riu forma al seu pas per Montanejos, així com els camins que arribaven des de Cortes d'Arenós i Sucaina, i la població de Montant.
El castell està catalogat, de manera genèrica, com Bé d'Interés Cultural, i presenta codificació, tant al ministeri (R-I-51-0011254), amb data d'anotació 20 de desembre de 2004, com a la Direcció General de Patrimoni Cultural de la Generalitat Valenciana (12.08.079-004).

## Descripció
Actualment, el castell es troba força deteriorat. Hi ha tres estructures diferenciades: dues torres i un aljub. També s'hi conserven alguns trams de muralla.
L'aljub, de planta rectangular i coberta en volta, té les parets impermeabilitzades. Està construït amb pedres unides per argamassa i a la part superior central es pot localitzar el compluvium. A l'interior hi ha una considerable ensulsida.
La torre meridional també és rectangular. A la paret sud hi ha un sòcol fet amb grans blocs de pedra escairats de forma basta. Tot seguit hi ha un tram de pedres regular més menudes, rematades per una filera de pedres planes, on s'inicia la part de maçoneria irregular amb argamassa fosca. No tota la torre presenta aquesta separació per filades de pedres planes.
Finalment, la torre nord és massissa i de planta rectangular, amb maçoneria de pedra irregular i abundant argamassa. Es troba en avançat estat de degradació.